# Бесагаш (Каратальский район)
Бесагаш (каз. Бесағаш) — село в Каратальском районе Жетысуской области Казахстана. Входит в состав Тастобинского сельского округа. Код КАТО — 195053200.

## Население
В 1999 году население села составляло 86 человек (39 мужчин и 47 женщин). По данным переписи 2009 года, в селе проживали 103 человека (51 мужчина и 52 женщины).